# Dohánytermesztés

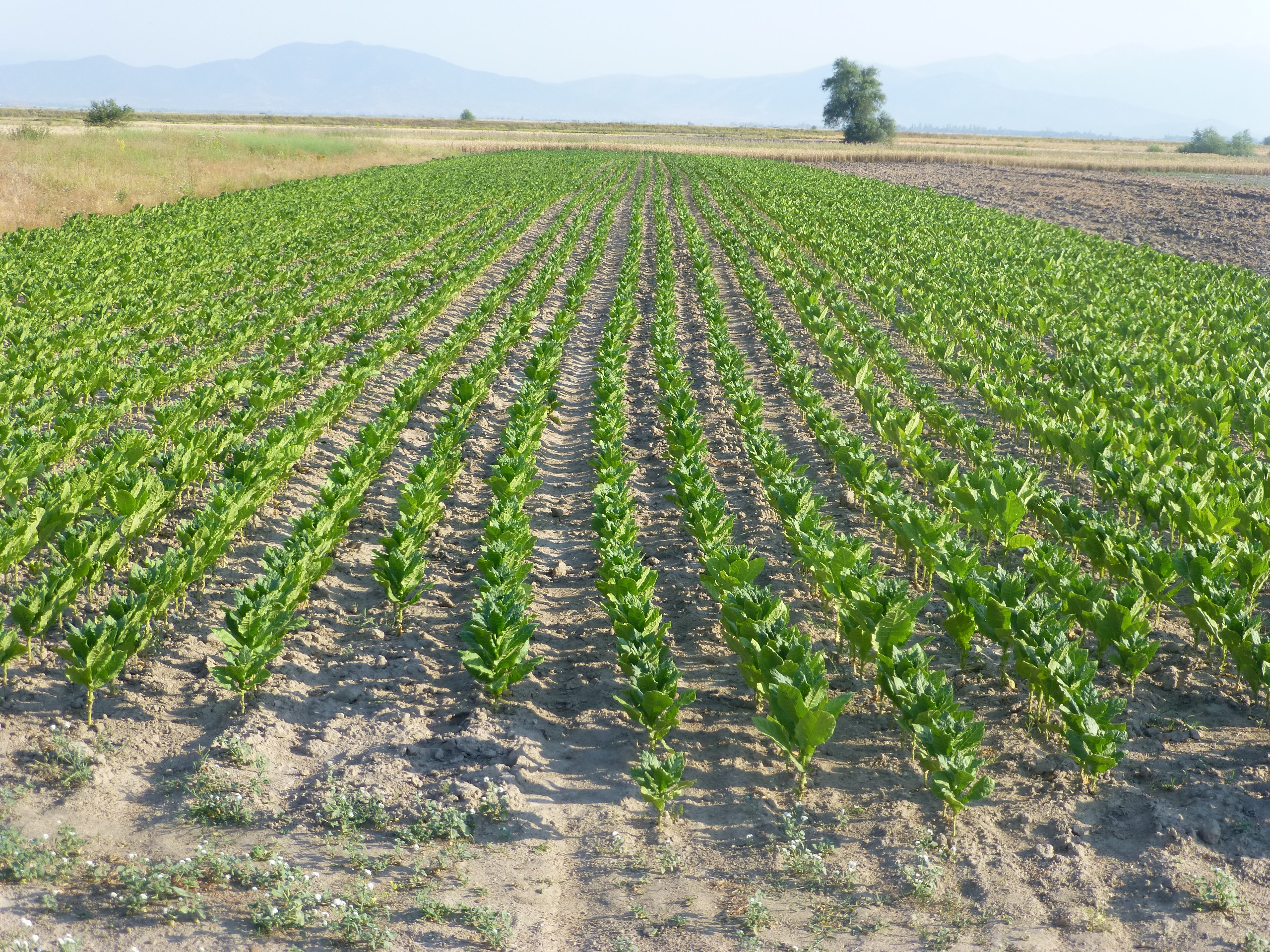
Dohányültetvény Macedóniában

A dohány általában nem évelő növény. Hideg- vagy melegágyban palántázzák, majd a földekre kiültetve a növény beéréséig nevelik. A dohányt meleg éghajlaton, termékeny, jól lecsapolt talajon termesztik. 2000-ben mintegy 4,2 millió hektár dohányföld  volt világszerte művelés alatt, több mint 7 millió tonna dohányt termelve.

## Vetés
A dohánymagokat a talajfelületre szórják, mivel a csírázást a fény indítja be. Az Egyesült Államokban, Virginiában a gyarmatosítás idején a vetőágyat fahamuval vagy állati trágyával (leggyakrabban porított lótrágyával) trágyázták. A vetőágyat ez után ágakkal borították be, hogy megvédjék a fiatal növényeket a fagykártól, majd körülbelül áprilisig hagyták őket növekedni.
A 19. században a földi bolha (Epitrix cucumeris vagy Epitrix pubescens) megtámadta a fiatal dohánynövényeket, emiatt 1876-ban az Egyesült Államok dohánytermésének fele megsemmisült. A következő években sokféle kísérletet folytattak a földi bolha megfékezésére, végül 1880-ra rájöttek, hogy ha ágak helyett a palántákat egy keretre erősített vékony szövettel fedik le hatékonyan védekezhetnek a bogár ellen. Ez a gyakorlat az 1890-es évekre mindenütt elterjedt.
Manapság az Egyesült Államokban a dohány műtrágyázására, más országoktól eltérően, általában az apatit nevű ásványi anyagot használják, gyakorlatilag részben kiéheztetik a növényeket nitrogénre, amely megváltoztatja a dohány ízét. Ez (valamint az édesgyökérlé és egyéb adalékanyagok használata) adja az amerikai cigaretták más országok cigarettáitól eltérő ízét. Azonban vannak olyan felvetések, hogy az apatit miatt az így készült dohány káros hatással lehet az egészségre.

## Kiültetés
A palántákat egy bizonyos magasság elérése után kiültetik a földekre. Régebben az ún. dohánypöcök segítségével viszonylag nagy lyukakat ástak a felszántott talajba, majd a palántákat ebbe helyezték. A 19–20.  században különféle gépesített dohányültető eszközöket találtak fel, melyek egy lépésben képesek a lyuk kialakítására, a műtrágyázásra és a palánta beültetésére.

## Betakarítás
A dohány betakarítása többféleképpen is lehetséges. A legrégebbi módszer szerint az egész növényt learatják: sarlóval elvágják a növény szárát a talaj közelében. A 19. században a brightleaf dohányt úgy kezdték betakarítani, hogy a megérő dohányleveleket egyesével húzták le a szárról. Ahogy a növény növekszik, tetejezés és a kacsgátlás válik szükségessé. A „tetejezés” a dohánynövény virágjának, míg a „kacsgátlás” az egyébként hasznot nem hozó levelek eltávolítása. Mindkét folyamat célja, hogy a növény energiáját az értékesebb, nagyobb dohánylevél előállítására irányítsák. Az „aratás”,  a „törés” és a „priming” az érett leveleknek a dohánynövényről való eltávolítására használt fogalmak. A megérő leveleket learatják; mindig a száron alulról felfelé haladva. A növény szárán lévő legalsó leveleket a vidékies déli, dohánytermelő államokban „sand lug”-nak (homokfogónak) nevezik. Az elnevezés onnan ered, hogy mivel ezek a levelek szinte a talaj felszínénél helyezkednek el, az erős esők hatására a levelekre felverődik a homok vagy agyag. A homokfogó a legsúlyosabb, és az ilyen levelekkel legnehezebb dolgozni. A levél nagy súlya a méretéből és a rárakódott földből adódik.
Hagyományosan az aratást és húzást végzőknek igen nehéz dolguk volt a nagy, piszkos alaplevelek lehúzása során. A levelek az arcukba csaptak, és a sötét dohánynedv, ami fekete gumiszerű masszává szilárdul, beborította testüket, majd ebbe föld ragadt. Azonban volt ennek előnyös hozadéka is: a dohányban lévő nikotin hatékony rovarirtószer. A dohány aratása alatt a munkások rovarmentes napot élvezhettek. Az aratók férfiak, a magasabb üléseken ülő kötözők nők és gyerekek voltak.  Az aratóbrigádba tíz ember tartozott: nyolc ember végezte az aratást és kötözést, a rakodó mozgatta a nedves zöld dohánylevéllel körbekötözött súlyos karókat az aratószekér rakterületére, valamint a kocsis. Érdekes, hogy a külső ülések az aratószekéren függeszkedtek – kihajthatók voltak, hogy a dohánysorokba illeszkedjenek. Mivel ezek az ülések fel voltak függesztve, fontos volt, hogy a kocsi két oldalán lévő csoport hasonló súlyú legyen (hasonlóan a játszótéren található mérleghintához). Ha az aratókocsi nem volt egyensúlyban (az egyik oldalon túl könnyűek vagy túl nehezek voltak az emberek), a szekér gyakran felborult, különösen a sor végénél történő forduláskor. Általában egy víztartály is volt az aratószekérre rögzítve, a magas hőmérséklet és a kiszáradás veszélye miatt.
Régen az asztagokat a karózóhoz vagy guzsalyozóhoz cipelték; ezt a munkát általában azok végezték, akik a levelek asztagozását csinálták. Végül a munkások a dohányt a szánakra vagy pótkocsikra rakták. Az ipari forradalom idején a levelek szállítására használt aratókocsikon ember hajtotta karózót használtak; ez a készülék a dohányleveleket zsineg segítségével karókra rögzítette. Manapság a termőföldeken egyetlen mezőgazdasági gép végzi a betakarítást, bár a virág tetejezése és egyes esetekben az éretlen levelek kacsgátlása még mindig kézi munka.
A keresett termények aratókombájnjait benzinüzemű traktorok vontatják. Az „aratók” vagy „törők” lehúznak a növényről egy maroknyi levelet, majd átadják őket a „kötözőnek” vagy „guzsalyozónak”, aki a leveleket zsineggel egy négyoldalú karóhoz kötözi. A karókat az aratógép megteléséig lógatják. Ezután a karók egy nagyobb kocsira kerülnek, melyet korszerű mezőgazdasági traktorok vontatnak el a célállomásra.

## Külső hivatkozások
- Dohánymúzeum - Magyar dohányzástörténeti oldal